# Bank OZK
Bank OZK es un banco regional con sede en Little Rock, Arkansas, Estados Unidos. Opera 240 oficinas en ocho estados de Estados Unidos, entre ellos Arkansas, Georgia, Florida, Carolina del Norte, Texas, California, Tennessee y Misisipi.
A diferencia de la mayoría de los otros grandes bancos, el banco no sindica sus préstamos inmobiliarios comerciales.